# Justizvollzugsanstalt Hövelhof
Die Justizvollzugsanstalt Hövelhof liegt am Ostrand der Gemeinde Hövelhof im Kreis Paderborn. Sie war früher bekannt als „Lager Staumühle“.
Von drei Seiten umschließt der unter britischer Verwaltung stehende Truppenübungsplatz Senne das Gelände der Justizvollzugsanstalt, welches früher ebenfalls zu diesem Bereich gehörte.
Es handelt sich um eine Jugendstrafanstalt des offenen Vollzugs mit 232 Plätzen und einer räumlich getrennten, geschlossenen Pflegeabteilung mit 29 Plätzen. Die Anlage umfasst 50 Hektar. In der Anstalt befinden sich verschiedene Betriebe, in denen die Gefangenen arbeiten: Elektrowerkstatt, Gärtnerei, Schreinerei, Schlosserei, Bauunterhaltung, Formsteinbau und Küche.

## Geschichte
Knapp sechs Monate nach Ausbruch des Ersten Weltkrieges war die Zahl der auf deutscher Seite gemachten Kriegsgefangenen erheblich angestiegen. Das veranlasste die Heeresleitung auch, innerhalb ihres Truppenübungsplatzes, sechs Kilometer von der Ortschaft Sennelager entfernt, im Januar 1915 für Kriegsgefangene das „Lager Staumühle“ zu errichten. Die für den Lagerbau erforderlichen Materialien wurden teilweise unter sehr schwierigen Bedingungen von den Kriegsgefangenen nach Staumühle transportiert. Nach und nach entstand so eine kleine Barackensiedlung, die nicht nur den Kriegsgefangenen aus Belgien, England, Frankreich und Russland, sondern auch den Soldaten der Reserve-Infanterie-Regimenter 255 und 256 als Unterkunft diente. Daneben gab es auch einen Wohnbereich für Offizieranwärter. Obwohl offiziell der Erste Weltkrieg am 14. November 1918 durch den Waffenstillstand beendet wurde, waren die Unterkünfte im Lager noch bis 1919 durch Truppenangehörige bewohnt. Danach blieben die Baracken lange Zeit verschlossen und das Lager Staumühle schien in Vergessenheit geraten zu sein.
1925 kam der Begründer des Deutschen Jugendherbergswerkes, Richard Schirrmann, der für seine Jugendherbergen Einrichtungsgegenstände benötigte, im Rahmen seiner Aufkäufe nach Staumühle. Dabei reifte in ihm der Plan, hier ein Kinderdorf einzurichten. So entstand auf dem Gelände des ehemaligen Truppenbereiches und Kriegsgefangenenlagers das „Kinderdorf Staumühle“, in dem annähernd 6500 Kinder aus dem damals besetzten Ruhrgebiet Erholung fanden. Diese Aktion „Jugenderholung im Kinderdorf Staumühle“ fand 1931 ihren Abschluss.
Im gleichen Jahr begannen in Deutschland die Vorarbeiten für einen freiwilligen Arbeitsdienst für arbeitslose junge Männer. Dieser freiwillige Arbeitsdienst wurde gemeinsam von dem damaligen Leiter der Betheler Anstalten Friedrich von Bodelschwingh und dem Diözesanverband der katholischen Arbeiter-Vereine Paderborn eingerichtet. Über 1800 junge Männer fanden so in Staumühle Arbeit und Unterkunft. Staumühle wurde als Musterlager in ganz Deutschland bekannt. Allerdings musste dieser freiwillige Arbeitsdienst nach der Machtübernahme durch die NSDAP schon im Januar 1933 aufgelöst werden, da das ehemalige Gelände des Truppenübungsplatzes wieder genutzt wurde.
Auf dem Staumühler Gelände wurden nach 1933 eine Bezirksführerschule und eine Wehrsportanlage eingerichtet. Nach 1935 erfolgte der weitere Ausbau der Truppenunterkünfte. Aus dieser Zeit stammen auch die beiden Doppelkasernen, die heute noch als Haftunterkünfte dienen. Auch die Versorgungsgebäude wie Küche, Revier und Krankenstation sind in einem ehemaligen Versorgungstrakt verblieben und werden für den Vollzugsbereich nach wie vor genutzt.
Während des Zweiten Weltkrieges wurde das Gelände wieder als Kriegsgefangenenlager genutzt. In Staumühle waren ständig Soldaten der unterschiedlichsten Waffengattungen stationiert. Dieses Kriegsgefangenenlager wurde durch den Einmarsch britischer Truppen im Mai 1945 aufgelöst. An gleicher Stelle entstand nach dem Zusammenbruch des Dritten Reiches zunächst ein Lager für Displaced Persons und dann das Internierungslager Staumühle für mutmaßliche Kriegsverbrecher, Funktionäre der NSDAP und staatliche Funktionsträger. Dieses Lager war das größte Internierungslager der Britischen Rheinarmee. Eine Vielzahl Baracken wurden zusätzlich aufgestellt. Zeitweise waren bis zu 12.000 Männer und Frauen im Internierungsbereich untergebracht. Die Auflösung dieses Internierungslagers erfolgte im Juli 1948.
Der gesamte Komplex, einschließlich des vorhandenen Inventars, wurde der Justizverwaltung des Landes Nordrhein-Westfalen mit der Auflage übergeben, eine offene Jugendstrafanstalt nach dem bewährten Vorbild englischer Borstals einzurichten. In deutsch-englischer Zusammenarbeit entstand in wenigen Monaten die offene Strafanstalt für junge Gefangene, das „Lager Staumühle bei Paderborn“, die heute unter dem Namen „Justizvollzugsanstalt Hövelhof“ bekannt ist.

## Zuständigkeit
Die JVA Hövelhof ist zuständig für die Vollstreckung von:
- Jugendstrafe, Freiheitsstrafe (§ 114 JGG) an Verurteilten im Alter von 18 Jahren und darüber
- Jugendstrafe, Freiheitsstrafe (§ 114 JGG) nach Maßgabe besonderer Bestimmungen (Progression)
- Pflegeabteilung[3]

Die Zuständigkeiten der Justizvollzugsanstalten in Nordrhein-Westfalen sind im Vollstreckungsplan des Landes NRW geregelt (AV d. JM v. 16. September 2003 – 4431 – IV B. 28 -).

## Ausbildung und Weiterbildung
Die JVA Hövelhof ist eine Anstalt in NRW, die auch die Berufsausbildung für Gefangene anbietet. Die JVA verfügt derzeit über 144 Plätze in verschiedenen Bereichen.
Ausgebildet werden:
- Maurer
- Metallbauer (Fachrichtung Konstruktionstechnik)
- Modulare Qualifizierung im Metallbau
- Schweißer
- Elektroniker
- Modulare Qualifizierung Elektronik
- Bauten- und Objektbeschichter mit Weiterbildung zum Maler und Lackierer
- Modulare Qualifizierung im Bereich Maler und Lackierer
- Tischler
- Modulare Qualifizierung im Bereich Holz
- Modulare Qualifizierung im Garten- und Landschaftsbau
- Modulare Qualifizierung im Gartenbau
- Gabelstaplerfahrer[5]

Die Zwischen- und Abschlussprüfungen werden von der Industrie- und Handelskammer (IHK), der Kreishandwerkerschaft (HwK) oder dem Deutschen Verband für Schweißtechnik (DVS) abgenommen. Die Gesellenbriefe lassen nicht auf den Erwerb in einer JVA schließen.
In der JVA Hövelhof steht ein Mitarbeiter der „Gemeinschaftsinitiative B5“ für den beruflichen Einstieg für nach der Haft zur Verfügung. Bei der Gemeinschaftsinitiative B5 handelt es sich um das Übergangsmanagement zur beruflichen Wiedereingliederung (junger) Gefangener und Haftentlassener in NRW in Zusammenarbeit mit einer Initiative des nordrhein-westfälischen Strafvollzuges und der Regionaldirektion NRW der Bundesagentur für Arbeit.
In der JVA sind 140 Personen beschäftigt. Die meisten Beschäftigten (85) gehören dem Allgemeinen Vollzugsdienst an, weiter gibt es Sozialarbeiter, Psychologen, den medizinischen Dienst, Pädagogen, Geistliche, Juristen und 17 Bedienstete im Pflegedienst.